# 卡普利斯蒂夫卡
48°5′7″N 35°53′49″E / 48.08528°N 35.89694°E
卡普利斯蒂夫卡（羅馬化：Kaplystivka）是烏克蘭的村落，位於該國中部第聶伯羅彼得羅夫斯克州，由瓦西利基夫卡區負責管轄，距離克里沃里濟克0.5公里，2001年人口60。